# Magnolia ptaritepuiana
Magnolia ptaritepuiana är en magnoliaväxtart som beskrevs av Julian Alfred Steyermark. Magnolia ptaritepuiana ingår i släktet Magnolia och familjen magnoliaväxter. Inga underarter finns listade i Catalogue of Life.